# Fsck
fsck (file system check o bé file system consistency check) és una utilitat dels sistemes Unix i similars, com ara Linux i AIX, que es fa servir per afrontar alguna inconsistència del sistema de fitxers per a corregir-ne els possibles errors.
fsck s'executa de forma automàtica a l'inici del sistema davant d'alguna anomalia, però també es pot fer servir de forma manual per part de l'administrador del sistema per forçar una verificació.
És molt convenient que el sistema de fitxers a verificar estigui desmuntat.
La sintaxi bàsica d'aquesta utilitat és:
```
fsck [-opcions] /dev/hdXXX (o sdXXX)
```

on hem de substituir [-opcions] pel paràmetre que voldrem utilitzar i hdXXX per al nom de la partició que volem verificar.
Els paràmetres bàsics són:

-a confirma automàticament. No recomanat.

-c comprova blocs en el disc. 

-f força la verificació encara que tot aparenti normalitat. 

-v (verbose) mostra més informació de l'evolució del procés. 

-r Mode interactiu. Espera la nostra resposta. 

-y assumeix sí com a resposta a totes les preguntes.